# Grand Jump
Grand Jump (グランドジャンプ, Gurando janpu) é uma revista quinzenal publicada pela Shueisha contendo séries de mangá de demografia seinen. Lançada em 2011 com a fusão das revistas Business Jump e Super Jump.

## História
Em julho de 2011 a Shueisha anunciou que iria fundir duas de suas revistas de mangá seinen, Business Jump e Super Jump, numa única revista quinzenal. Eles citaram como motivos dessa decisão a "mudança no ambiente dos mangás seinen e a mudança do gosto dos leitores".
Tendo como público alvo os adultos, a Grand Jump é publicada duas vezes por mês com as típicas ilustrações em preto e branco, com cada edição tendo cerca de 300 páginas. Das séries que estavam presente na revista em sua edição inicial, 8 delas vieram da Business Jump e 3 delas da Super Jump, assim como diversos novos títulos. Uma revista irmã de tiragem mensal chamada de Grand Jump Premium (グランドジャンプPREMIUM) também foi lançada, contendo as outras séries que pertenciam à Business Jump e Super Jump.
Alguns mangás, como Amai Siekatsu e Uramiya Honpo Reboot foram renomeados para Amai Siekatsu: Second Season e Uramiya Honpo Revenge. Alguns títulos, como Yesterday wo Utatte passaram a ser publicados mensalmente.
Depois de aparecer na primeira edição, o mangá Dashi Master teve sua publicação interrompida enquanto a Shueisha investiga suspeitas de que o mangá estivesse plagiando imagens de comida do Google Imagens.
Em fevereiro de 2013 a revista diversas séries da Grand Jump Premium foram passadas para a Grand Jump. Apenas uma série, Get Big Money, foi movida para a versão mensal da revista.

## Séries atuais na Grand Jump
| Título da série                                                                                           | Autor             | Início            |
| --- | ----------------- | ----------------- |
| Amai Seikatsu: 2nd Season (甘い生活 2nd season)                                                           | Yuzuki Hikaru     | Novembro de 2011  |
| Ashitaba-san Chi no Mukogurashi (明日葉さんちのムコ暮らし)                                                | Ooi Masakazu      | Agosto de 2015    |
| Captain Tsubasa: Rising Sun (キャプテン翼 ライジングサン)                                                 | Takahashi Yoichi  | Dezembro de 2013  |
| Ex-Arm (EX-ARM)                                                                                           | HiRock            | Fevereiro de 2015 |
| Funouhan (不能犯)                                                                                         | Miyatsuki Arata   | Abril de 2013     |
| Innocent Rouge (イノサン Rouge)                                                                           | Sakamoto Shinichi | Maio de 2015      |
| Jigoku Sensei Nube Neo (地獄先生ぬ～べ～NEO)                                                              | Makura Shou       | Abril de 2014     |
| License (LICENSE)                                                                                         | Kotegawa Yua      | Março de 2014     |
| Mikaiketsu Jiken (未解決事件)                                                                             | Hoshii Hirofumi   | Março de 2012     |
| Otome no Teikoku (オトメの帝国)                                                                           | Kishi Torajiro    | Agosto de 2010    |
| Radiation House (ラジエーションハウス)                                                                    | Yokomaku Tomohiro | Outubro de 2015   |
| Saikin Kono Sekai wa Watashi dake no Mono ni Narimashita...... (最近この世界は私だけのモノになりました……) | Yui Toshiki       | Dezembro de 2012  |
| Shiawase Gohan (しあわせゴハン)                                                                           | Uonome Santa      | Abril de 2014     |
| Terra Formars Gaiden: Asimov (テラフォーマーズ外伝 アシモフ)                                              | Fujiwara Kenichi  | Novembro de 2015  |

## Séries atuais na Grand Jump Premium
| Título da série                                     | Autor                | Início            |
| --------------------------------------------------- | -------------------- | ----------------- |
| Egokoro♥Toiro (エゴコロ♥トイロ)                     | Hayashizaki Fumihiro | Abril de 2013     |
| Idoroll (IDOROLL)                                   | Tsutsui Taishi       | Abril de 2014     |
| Ippo (IPPO)                                         |                      | Fevereiro de 2012 |
| Oui Chef! (ウィ シェフ！)                           | Joh Araki            | Novembro de 2011  |
| Reibaishi Izuna: Ascension (霊媒師いずな Ascension) | Makura Shou          | Novembro de 2011  |
| Shinbashi no Miko (シンバシノミコ)                  | Mitsunaga Yasunori   | Novembro de 2008  |
| Stigmata: Seikon Sousa (スティグマタ─聖痕捜査─)     | Takahashi Hidebu     | Abril de 2014     |